# Wired (časopis)
Wired je americký časopis, zaměřující se na dopady nových a rozvíjejících se technologií na kulturu, hospodářství a politiku. Je vlastněn společností Condé Nast, sídlí v San Francisku v Kalifornii a je publikován od března 1993. Vychází v tištěné a elektronické podobě. Má několik geografických/jazykových mutací, konkrétně Wired UK, Wired Italia, Wired Japan a Wired Germany a další. Od roku 2023 existuje i Wired Czech Republic & Slovakia. Advance Publications, mateřská společnost vydavatele Condé Nast, je také většinovým vlastníkem internetového informačního portálu Reddit.
Mezi lety 1998 a 2006 měly časopis Wired a Wired News, které publikují na Wired.com, odlišné majitele. Nicméně, Wired News byly odpovědné za republikaci obsahu časopisu Wired online na základě dohody, podepsané když Condé Nast časopis koupil. V roce 2006 však Condé Nast koupil za 25 miliónů dolarů i Wired News, čímž sjednotil časopis a jeho webové stránky.
Chris Anderson, autor článků pro Wired, popularizoval termín "dlouhý chvost" jako frázi, která pomáhá vizualizovat nový obchodní model pro média, vzniklý v první dekádě 21. století.
Časopis Wired také poprvé použil termín crowdsourcing, a založil tradici každoročního udílení cen Vaporware Awards, které oceňují produkty, videohry, a jiné podobné drobnosti, které byly oznámeny, slíbeny, propagovány, ale nikdy nebyly uvedeny na trh.

## Wired Czech Republic & Slovakia
Od listopadu 2023 vychází také česká verze pod vedením bývalého šéfredaktora ForMen magazínu Michala Kučery. Verzi Wired CZ & SK vydává české nakladatelství Czechoslovak Media. Tištěná verze vychází 4 x ročně.